# Sofia Carlotta di Brandeburgo-Bayreuth
Sofia Carlotta di Brandeburgo-Bayreuth (Sophie Charlotte Albertine; 27 luglio 1713 – 2 marzo 1747) è stata una nobildonna tedesca membro del casato di Hohenzollern e per matrimonio duchessa di Sassonia-Weimar e Sassonia-Eisenach.

## Biografia
Nata a Weferlingen, era la quarta dei cinque figli nati dal matrimonio di Giorgio Federico Carlo, Margravio di Brandeburgo-Bayreuth e della Principessa Dorotea di Schleswig-Holstein-Sonderburg-Beck. Nel 1716 sua madre fu condannata per adulterio e imprigionata; lei probabilmente non la vide più.
Il 26 luglio 1741 ella diventò anche la duchessa consorte di Sassonia-Eisenach dopo che suo marito ereditò quella terra.
Sofia Carlotta morì a Ilmenau all'età di 33 anni. Fu sepolta lì.

## Vita
A Bayreuth il 7 aprile 1734, Sofia Carlotta sposò Ernesto Augusto I, Duca di Sassonia-Weimar come sua seconda moglie. Ebbero quattro figli:
1. Carlo Augusto Eugenio, Principe Ereditario di Sassonia-Weimar (Weimar, 1 gennaio 1735 - Weimar, 13 settembre 1736).
2. Ernesto Augusto II Costantino, Duca di Sassonia-Weimar-Eisenach (Weimar, 2 giugno 1737 - Weimar, 28 maggio 1758).
3. Ernestina Augusta Sofia (Weimar, 4 gennaio 1740 - Hildburghausen, 10 giugno 1786), sposò il 1 luglio 1758 Ernesto Federico III Carlo, Duca di Sassonia-Hildburghausen.
4. Ernesto Adolfo Felice (nato e morto a Weimar, 23 gennaio 1741 / n. Weimar, 1742 - m. Weimar, 1743) [?].

## Ascendenza
|                                                              |                                                       |                                                              | Genitori                                            |  |  | Nonni |  |  | Bisnonni                                |  |  | Trisnonni                         |  |
|                                                              |                                                       |                                                              |                                                     |  |  |       |  |  | Giorgio Alberto di Brandeburgo-Kulmbach |  |  | Cristiano di Brandeburgo-Bayreuth |  |
|                                                              |                                                       |                                                              |                                                     |  |  |       |  |  | Giorgio Alberto di Brandeburgo-Kulmbach |  |  | Cristiano di Brandeburgo-Bayreuth |  |
|                                                              |                                                       | Maria di Hohenzollern                                        |                                                     |  |  |       |  |  | Giorgio Alberto di Brandeburgo-Kulmbach |  |  |                                   |  |
| Cristiano Enrico di Brandeburgo-Kulmbach                     |                                                       |                                                              |                                                     |  |  |       |  |  | Giorgio Alberto di Brandeburgo-Kulmbach |  |  |                                   |  |
|                                                              |                                                       | Maria Elisabetta di Holstein-Glücksburg                      | …                                                   |  |  |       |  |  |                                         |  |  |                                   |  |
|                                                              |                                                       | Maria Elisabetta di Holstein-Glücksburg                      | …                                                   |  |  |       |  |  |                                         |  |  |                                   |  |
|                                                              |                                                       | Maria Elisabetta di Holstein-Glücksburg                      | …                                                   |  |  |       |  |  |                                         |  |  |                                   |  |
| Giorgio Federico Carlo di Brandeburgo-Bayreuth               |                                                       | Maria Elisabetta di Holstein-Glücksburg                      |                                                     |  |  |       |  |  |                                         |  |  |                                   |  |
|                                                              |                                                       | Alberto Federico di Wolfstein zu Sulzbürg                    | …                                                   |  |  |       |  |  |                                         |  |  |                                   |  |
|                                                              |                                                       | Alberto Federico di Wolfstein zu Sulzbürg                    | …                                                   |  |  |       |  |  |                                         |  |  |                                   |  |
|                                                              |                                                       | Alberto Federico di Wolfstein zu Sulzbürg                    | …                                                   |  |  |       |  |  |                                         |  |  |                                   |  |
| Sofia Cristiana di Wolfstein                                 |                                                       | Alberto Federico di Wolfstein zu Sulzbürg                    |                                                     |  |  |       |  |  |                                         |  |  |                                   |  |
|                                                              |                                                       | Sofia Luisa di Castell-Remlingen                             | …                                                   |  |  |       |  |  |                                         |  |  |                                   |  |
|                                                              |                                                       | Sofia Luisa di Castell-Remlingen                             | …                                                   |  |  |       |  |  |                                         |  |  |                                   |  |
|                                                              |                                                       | Sofia Luisa di Castell-Remlingen                             | …                                                   |  |  |       |  |  |                                         |  |  |                                   |  |
| Sofia Carlotta di Brandeburgo-Bayreuth                       |                                                       | Sofia Luisa di Castell-Remlingen                             |                                                     |  |  |       |  |  |                                         |  |  |                                   |  |
|                                                              | Augusto Filippo di Schleswig-Holstein-Sonderburg-Beck | Alessandro di Schleswig-Holstein-Sonderburg                  |                                                     |  |  |       |  |  |                                         |  |  |                                   |  |
|                                                              | Augusto Filippo di Schleswig-Holstein-Sonderburg-Beck | Alessandro di Schleswig-Holstein-Sonderburg                  |                                                     |  |  |       |  |  |                                         |  |  |                                   |  |
|                                                              | Augusto Filippo di Schleswig-Holstein-Sonderburg-Beck | Dorotea di Schwarzburg-Sondershausen                         |                                                     |  |  |       |  |  |                                         |  |  |                                   |  |
| Federico Luigi di Schleswig-Holstein-Sonderburg-Beck         | Augusto Filippo di Schleswig-Holstein-Sonderburg-Beck |                                                              |                                                     |  |  |       |  |  |                                         |  |  |                                   |  |
|                                                              |                                                       | Maria Sibilla di Nassau-Saarbrücken                          | Guglielmo Luigi di Nassau-Saarbrücken               |  |  |       |  |  |                                         |  |  |                                   |  |
|                                                              |                                                       | Maria Sibilla di Nassau-Saarbrücken                          | Guglielmo Luigi di Nassau-Saarbrücken               |  |  |       |  |  |                                         |  |  |                                   |  |
|                                                              |                                                       | Maria Sibilla di Nassau-Saarbrücken                          | Anna Amalia di Baden-Durlach                        |  |  |       |  |  |                                         |  |  |                                   |  |
| Dorotea di Schleswig-Holstein-Sonderburg-Beck                |                                                       | Maria Sibilla di Nassau-Saarbrücken                          |                                                     |  |  |       |  |  |                                         |  |  |                                   |  |
|                                                              |                                                       | Ernest Gunther di Schleswig-Holstein-Sonderburg-Augustenburg | Alessandro di Schleswig-Holstein-Sonderburg         |  |  |       |  |  |                                         |  |  |                                   |  |
|                                                              |                                                       | Ernest Gunther di Schleswig-Holstein-Sonderburg-Augustenburg | Alessandro di Schleswig-Holstein-Sonderburg         |  |  |       |  |  |                                         |  |  |                                   |  |
|                                                              |                                                       | Ernest Gunther di Schleswig-Holstein-Sonderburg-Augustenburg | Dorotea di Schwarzburg-Sondershausen                |  |  |       |  |  |                                         |  |  |                                   |  |
| Luisa Carlotta di Schleswig-Holstein-Sonderburg-Augustenburg |                                                       | Ernest Gunther di Schleswig-Holstein-Sonderburg-Augustenburg |                                                     |  |  |       |  |  |                                         |  |  |                                   |  |
|                                                              |                                                       | Augusta di Schleswig-Holstein-Sonderburg-Glücksburg          | Filippo di Schleswig-Holstein-Sonderburg-Glücksburg |  |  |       |  |  |                                         |  |  |                                   |  |
|                                                              |                                                       | Augusta di Schleswig-Holstein-Sonderburg-Glücksburg          | Filippo di Schleswig-Holstein-Sonderburg-Glücksburg |  |  |       |  |  |                                         |  |  |                                   |  |
|                                                              |                                                       | Augusta di Schleswig-Holstein-Sonderburg-Glücksburg          | Sofia Edvige di Sassonia-Lauenburg                  |  |  |       |  |  |                                         |  |  |                                   |  |
|                                                              |                                                       | Augusta di Schleswig-Holstein-Sonderburg-Glücksburg          |                                                     |  |  |       |  |  |                                         |  |  |                                   |  |